# Тэйлор Рэйн
Тэйлор Рэйн (англ. Taylor Rain, урождённая Николь Мари Сабен, англ. Nicole Marie Sabene, род. 16 августа 1981 года, Лонг-Бич, Калифорния, США) — бывшая американская порноактриса.

## Карьера
Первый фильм с участием Рэйн вышел в ноябре 2001 года. В 2003 году она подписала эксклюзивный двухлетний контракт с компанией Legend Video, который позволил ей сократить количество сцен с её участием, а также предоставлял ей личного водителя. Менее чем через месяц Legend Video разорвала контракт с порноактрисой, а Рэйн заявила о завершении карьеры в порноиндустрии, но на самом деле взяла небольшой перерыв.
В августе 2004 года актриса подписывает новый контракт с Astrux Entertainment.
В 2005 году Рэйн срежиссировала свой первый фильм «Ass Up Face Down», в котором сама исполнила главную роль. В этом же году она подписала контракт с Defiance Films and Torrid Entertainmen. День с ней на съёмочной площадке был продан на аукционе eBay за $3,900.
Рэйн стала победительницей «Porn Star Beauty Pageant» («Конкурс красоты порнозвёзд») на Howard Stern Radio Show в марте 2005 года, опередив таких порноактрис как Ками Эндрюс, Рэйлин, Рене Порнеро и Аврору Сноу.
В декабре 2005 года Тэйлор Рэйн заявила, что завершает карьеру порноактрисы и выразила желание завести семью. Несмотря на это, компания Defiance Films продлила ей контракт на два года. Рэйн запустила сайт clubtaylorrain.com после своего ухода. Однако позже окончательно покинула порноиндустрию, и работает риэлтором под именем Николь Прайс.
По данным на 2020 год, Тэйлор Рэйн снялась в 344 порнофильмах и срежиссировала 7 порнолент.

## Личная жизнь
10 января 2004 года вышла замуж за порноактера Скотта Файнера, но их брак был аннулирован в том же году.
В июне 2006 года на своём сайте Рэйн объявила, что ждёт ребёнка, но месяцем позже у неё случился выкидыш.
В феврале 2007 года она провела 20 дней под арестом за хранение марихуаны и вождение в нетрезвом виде. Рэйн писала, что ей дали выбор: либо провести 20 дней в заключении, либо выполнять общественные работы; она предпочла первое. С тех пор она перестала принимать и распространять наркотики, а также стала участницей собраний анонимных наркоманов и анонимных алкоголиков.
В марте 2008 года Рэйн заявила, что снова беременна, и ультразвуковое исследование показало, что у неё родится девочка. На сегодняшний день имеет двух дочерей: Эмму (род. в 2008) и Пейсли (род. в 2009).

## Награды и номинации
Список имеющихся наград и номинаций
| Год  | Премия         | Номинация                                                            | Фильм                   | Результат |
| ---- | -------------- | -------------------------------------------------------------------- | ----------------------- | --------- |
| 2003 | XRCO Award     | Cream Dream                                                          |                         | Номинация |
| 2004 | XRCO Award     | Групповая сцена (англ. Group Scene)                                  | Flesh Hunter 5          | Победа    |
| 2004 | AVN Award      | Лучшая сцена анального секса (англ. Best Anal Sex Scene)             | Anal Driller            | Номинация |
| 2004 | AVN Award      | Лучшая сцена анального секса (англ. Best Anal Sex Scene)             | Erotica XXX             | Номинация |
| 2004 | AVN Award      | Лучшая групповая сцена (англ. Best Group Sex Scene)                  | Flesh Hunter 5          | Номинация |
| 2004 | XRCO Award     | Лучшая исполнительница года (англ. Female Performer of the Year)     |                         | Номинация |
| 2004 | AVN Award      | Лучшая исполнительница года (англ. Female Performer of the Year)     |                         | Номинация |
| 2004 | XRCO Award     | Orgasmic Analist                                                     |                         | Номинация |
| 2005 | AVN Award      | Лучшая сцена анального секса (англ. Best Anal Sex Scene)             | Anal Perversions        | Номинация |
| 2005 | F.A.M.E. Award | Лучшая исполнительница анального секса (англ. Favorite Anal Starlet) |                         | Победа    |
| 2005 | XRCO Award     | Orgasmic Analist                                                     |                         | Номинация |
| 2006 | AVN Award      | Лучшая лесбийская сцена (англ. Best All-Girl Sex Scene)              | Big Toys No Boys 3      | Номинация |
| 2006 | AVN Award      | Лучшая сцена анального секса (англ. Best Anal Sex Scene)             | Evil Bitches            | Номинация |
| 2006 | AVN Award      | Лучшая парная сцена (англ. Best Couples Sex Scene)                   | The Young & the Raunchy | Номинация |
| 2007 | AVN Award      | Лучшая парная сцена (англ. Best Sex Scene Coupling)                  | Sensual Image           | Номинация |
| 2007 | AVN Award      | Лучшая сцена триолизма (англ. Best Three-Way Sex Scene)              | Assylum                 | Номинация |